# Burt Wendell Fansher
Pour les articles homonymes, voir Fansher.
Burt Wendell Fansher (6 mai 1880-1er avril 1941) est un homme politique fédéral canadien de l'Ontario. Il représente la circonscription de Last Mountain à titre de député du Parti progressiste du Canada de 1921 à 1925 et de 1926 à 1930.

## Biographie
Né à Florence (aujourd'hui Dawn-Euphemia (en)) en Ontario,  Fansher étudie au Ontario Agricultural College (en).

## Carrière politique
Élu en 1921, il ne parvient pas à être réélu en 1925. Reprenant son siège en 1926, il est à nouveau défait en 1930. Après le remaniement des circonscriptions et la création de la nouvelle circonscription de Lambton—Kent, il se présente sans succès pour le Parti de la reconstruction du Canada en 1935.